# 블랙 미디
블랙 미디(영어: Black Midi)는 2017년 런던에서 결성한 조디 그립 (보컬, 기타), 카메론 픽턴 (보컬, 베이스, 신디사이저), 모건 심슨 (드럼)으로 이루어져 있는 3인조 록 밴드이다. 이전 구성원으로는 맷 크와니우스키-켈빈 (보컬, 기타)이 있으며, 2020년 부터 투어 멤버 세스 에반스 (키보드, 신디사이저), 카이디 아키니비 (색소폰)과 라이브 공연 등에서 자주 라이브 무대에 서고 있다.
블랙 미디의 이름은 일본의 음악 장르인 검은악보에서 따왔으나, 그들의 음악은 이 음악 장르와는 전혀 관련이 없다. 블랙 미디의 음악은 익스페리멘탈 록, 프로그레시브 록, 매스 록, 포스트 펑크, 노이즈 록, 아방 프로그 등의 장르로 분류된다.
그들은 프로듀서 댄 캐리의 스피디 원더그라운드에서 음악 경력을 시작했으며, 2018년 첫 싱글 Bmbmbm을 발매했다. 2019년 6월 21일에는 러프 트레이드를 통해 첫 정규 음반 Schlagenheim를 발매했다. 이 음반은 평단의 극찬을 받고, 영국 음반 차트에서 50위에 올랐으며, 2019년 머큐리상의 후보로 올랐다. 2021년 5월 26일 두번째 정규 음반 Cavalcade가 발매되었고, 2022년 7월 15일 세번째 정규 음반 Hellfire가 발매되었다.

## 멤버

### 현재 멤버
- 조디 그립 – 리드 보컬, 기타, 베이스 (2017–현재)
- 카메론 픽턴 – 리드 보컬, 베이스, 신디사이저, 기타 (2017–현재)
- 모건 심슨 – 드럼 (2017–현재)

### 이전 멤버
- 맷 크와니우스키-켈빈 - 보컬, 기타 (2017–2020; 잠정 휴식)

### 투어링 세션
- 세스 에반스 – 키보드, 신디사이저 (2020–현재)
- 카이디 아키니비 – 테너 색소폰, 알토 클라리넷 (2020–현재)

## 음반 목록

### 정규 음반
- Schlagenheim (2019)
- Cavalcade (2021)
- Hellfire (2022)